# Giallo, rosso, blu
Giallo, rosso, blu è un dipinto a olio su tela (128×201,5 cm) realizzato nel 1925 dal pittore Vasilij Kandinskij e conservato nel Centre Pompidou di Parigi.

## Descrizione
Tra il 1922 e il 1933, Kandinskij insegna presso la Bauhaus. In questo periodo le sue composizioni appaiono strutturate secondo principi geometrici. Nell'opera il giallo e il blu sono associati rispettivamente a forme acute e ad andamenti curvilinei; si contrappongono al rosso che, disposto entro forme rettangolari, emerge nella parte centrale del quadro. La zona gialla a sinistra sembra avanzare, mentre il blu, sulla destra, produce un effetto di arretramento. La combinazione di elementi visivi semplici determina nell'opera effetti di dinamismo e di spazialità.
La zona gialla è dominata da segni grafici che formano il profilo stilizzato di un uomo. È curioso tuttavia notare come, capovolgendo l'opera, gli stessi segni diano vita al muso di un gatto.
A destra poi, dopo la zona rossa e quella blu, troviamo una linea nera molto marcata di forma serpentinante che, in qualche modo, "chiude" l'intero quadro.